# Astorgosuchus
Astorgosuchus es un género extinto de reptil arcosaurio crocodiliano, cercanamente relacionado con los cocodrilos modernos, que vivió en el actual Pakistán durante el final de la época del Oligoceno. Solo se conoce a una especie, A. bugtiensis, la cual fue nombrada originalmente como una especie del género Crocodylus en 1908.

## Paleobiología
Astorgosuchus puede haber sido un depredador de Paraceratherium, un género extinto de mamífero gigantesco emparentado con los rinocerontes, con base en los hallazgos de huesos de Paraceratherium que tenían marcas de dientes cónicos que encajan con los de A. bugtiensis. Es probable que A. bugtiensis haya cazado solo a los individuos jóvenes o incluso enfermos de Paraceratherium, tomando en cuenta el gran tamaño de estos animales como adultos.